# Eumenes kiangsuensis
Eumenes kiangsuensis (лат.) — вид одиночных ос рода Eumenes из семейства Vespidae. Китай.

## Описание
Чёрные осы с желтоватыми отметинами и с тонким длинным стебельком брюшка (петиоль). От близких видов отличается следующими признаками: базальный угол метасомального сегмента 2 острый; тергит T1 с редкими точками в середине, промежутки больше диаметра точек; волоски на проплевроне и постгене равны или длиннее, чем волоски на голове; длина метасомального сегмента 1 менее чем в 4 раза длиннее апикальной ширины.  Передний край наличника с отчётливой вырезкой.